# 付喪神

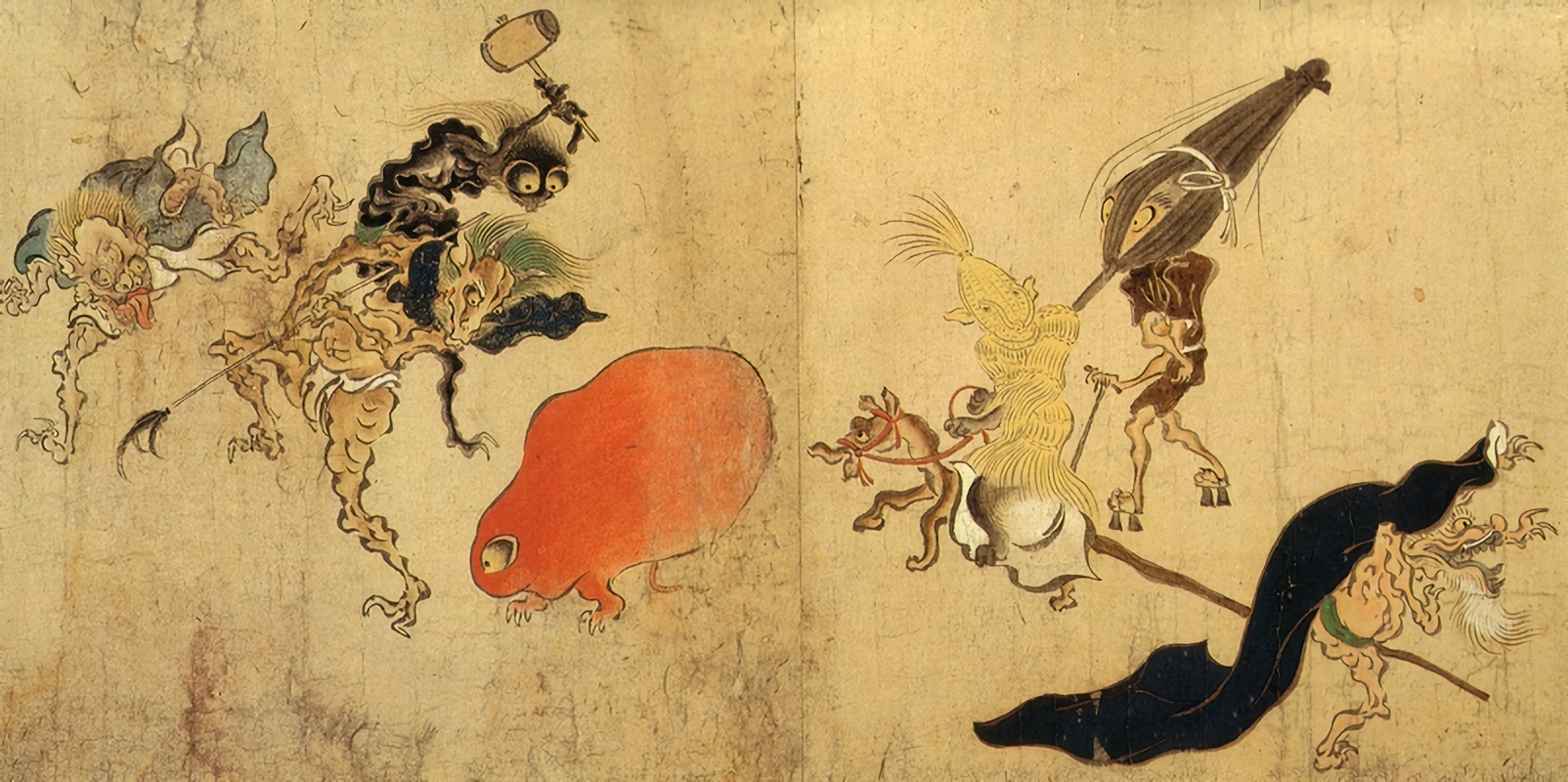
室町時代的《百鬼夜行繪卷》（作者不詳）。繪有草履、杖、傘、黑布的付喪神。

付丧神為日本的妖怪传说概念。是指器物被日经月累超过99年，就会拥有灵魂获得生命。类似于中国民间信仰的“成精”現今日本傳承妖怪中有相當一部份為付喪神。基於江戶時代日本畫師鳥山石燕等的妖怪畫，付喪神的形象大致確立。付丧神在現代又被稱為九十九神。
以前观念认为物品经过长久使用就可能会具有灵性，在《今昔物语集》里就出现了有物品模样的妖怪。在室町时代中期,开始以“付丧神”来称呼“被长年使用的物品变成的妖怪”。土佐光信的百鬼夜行绘卷里，就有不少付丧神。如果长年使用的物品被胡乱抛弃，还是某人对该物品投入强烈思念，物品就可能变成付丧神。
此外，欧洲也有椅子和锄头、连枷等农具放置长时间也会变成吸血鬼的传说，
中国也有非生物包括器具成精传说，如中国古典小说《列异传》和《搜神记》有金银、杵、枕及饭臿（饭勺）怪，《幽明録》有铜人妖、碓栅妖、扫帚妖，《集异记》有枕妖、屐妖传说，《續西遊記》第64回也有器物成精，《北梦琐言》的“张氏子”也有盟器婢子的传说，《南游记》华光为佛祖座前油灯修炼成精，《北游记》有青龙偃月刀妖与其手下有刀械小妖，《封神演义》也有琵琶等器物成精的例子，与日本付丧神的传说类似。

## 概述
《金阁寺》裡引用的《付丧神记》，讲述的是康保年间（平安时代村上與冷泉天皇的年号，964－968）被扫地出门的一堆旧器物，幻化成精后找人类复仇的故事。故事的梗概是这样的：
康保年间，都城内外的人家照例于立春前夕将旧器物弃置路旁，而这些被主人抛弃了的旧器物聚到一起商议道：我们多年以来一直尽心竭力地侍奉主人，没有恩赏也就罢了，谁成想竟然被弃置街头，任牛马践踏，真是可恨啊。我们何不化为精怪来报仇雪恨呢？这时身为念珠的一连入道上前阻止道：各位且慢，我们这样被抛弃，也是因果报应，请各位以恩报怨吧。可众器物哪里听得进去，愤怒的大棒荒太郎将一连入道打得落荒而逃，进而众器物听从博闻多识的古文先生的意见，决定于节分（春分和秋分，这里应是指春分）时祈求造化大神将他们变为妖魔鬼怪。到了节分这日，众器物按照古文先生的指点，自绝性命，委身于造化大神，于是果然幻化做了各种妖物：有的成了男女老幼的样子，有的成了魑魅魍魉的样子，有的成了飞禽走兽的样子。这些妖怪们找了一个离都城不远的去处作为据点，时常进城骚扰，他们不仅吃人，而且连牛马也不放过。京城里的人们恐惧万分，却拿他们束手无策。而这些妖怪每日寻欢作乐，饮酒赋诗，过着天仙一样的日子。

## 引例
《百器徒然袋》中的付喪神
- 塵塚怪王——為塵埃積聚而成的妖怪
- 長冠　　——原型為官帽
- 絹狸　　——原型為絹帶
- 古籠火　——為舊燈籠
- 白容裔　——舊抹布化成
- 唐伞小僧——為油紙傘所化成
- 骨伞　　——為油紙傘所化成
- 鉦五郎　——由鉦，一種在神社寺廟正門放置的器具化成
- 払子守（日语：払子守）　——由拂子化成
- 槍毛長（日语：槍毛長）　——由長槍化成
- 虎隠良（日语：虎隠良）　——原為收納兵符的虎皮印盒
- 禅釜尚（日语：禅釜尚）　——茶道用具
- 鞍野郎（日语：鞍野郎）　——原為戰場上無人收拾的馬鞍
- 鐙口　　——由馬具鐙化成
- 不落不落（日语：不落不落）　　——原型為燈籠、孔明燈
- 貝兒　　——原型為貝殼遊戲中的貝殼
- 角盥漱（日语：角盥漱）　——角盥漱為盥洗的盛水容器
- 琴古主（日语：琴古主）　——由古琴化成
- 琵琶牧（日语：琵琶牧々） ——原型為日本古時著名琵琶玄上牧馬
- 三味長老（日语：三味長老） ——原型為三味線
- 襟立衣（日语：襟立衣）　——為日本大天狗僧正的衣服
- 經凜（日语：経凛々）　——由佛經化成
- 乳鉢坊（日语：乳鉢坊）　——為僧人化緣所用的器皿
- 葫蘆小僧（日语：瓢箪小僧）——為盛水器物化成
- 木魚達摩——由木魚化成
- 如意自在 (妖怪)（日语：如意自在） ——為如意的付喪神
- 暮露團（日语：暮露暮露団）　——為普化禪宗僧人回收的舊被褥化成
- 帚神　　——由帚化成，亦為產婦的守護神
- 蓑草鞋（日语：蓑草鞋）　——由蓑衣化成
- 面灵气（日语：面霊気）　——為聖德太子所製面具化成
- 幣六（日语：幣六）——御幣的付喪神
- 雲外鏡　——由古鏡化成，又一說為狸妖所化
- 古空穂（日语：古空穂）　——一種兵器
- 無垢行騰（日语：無垢行騰）——馬具的一種，遮擋用的衣物
- 猪口暮露（日语：猪口暮露）——為墨所化成
- 鳴釜（日语：鳴釜）　　——由飯甑化成
- 瓶長（日语：瓶長）　——原稱甌長，為祭典所用瓶子化成

參考資料：
- 鳥山石燕．《畫圖百鬼夜行》
- 鳥山石燕．《今昔畫圖續百鬼》
- 鳥山石燕．《今昔百鬼拾遺》
- 鳥山石燕．《百器徒然袋》
- 水木茂．《日本妖怪大全》

參見：
- 百鬼夜行

## 相關登場作品
- 陰陽師：面靈氣、一反木棉、帚神、唐紙傘僧、古籠火、達摩、獨眼小僧、雲外鏡
- 寶可夢：小磁怪、三合一磁怪、霹靂電球、頑皮雷彈、未知圖騰、(伽勒爾)太陽珊瑚、天秤偶、念力土偶、怨影娃娃、詛咒娃娃、風鈴鈴、飄飄球、隨風球、鈴鐺響、銅鏡怪、青銅鐘、自爆磁怪、洛托姆、哭哭面具、死神棺、破破袋、灰塵山、齒輪兒、齒輪組、齒輪怪、燭光靈、燈火幽靈、水晶燈火靈、泥偶小人、泥偶巨人、獨劍鞘、雙劍鞘、堅盾劍怪、鑰圈兒、小木靈、朽木妖、南瓜精、南瓜怪人、沙丘娃、噬沙堡爺、謎擬Ｑ、破破舵輪、鐵火輝夜、紙御劍、壘磊石、美錄坦、美錄梅塔、來悲茶、怖思壺、魔靈珊瑚、死神板、小仙奶、霜奶仙、巨石丁、噗隆隆、噗隆隆姆、索財靈、賽富豪
- 地獄少女：一目連（武士刀的附喪神）
- 妖怪少爺：木魚達摩、藥壺、竹筒君、云外镜
- 東方Project：多多良小傘（唐傘妖怪）、秦心（面靈氣）、九十九弁弁（老舊琵琶）、九十九八橋（老舊古箏）、堀川雷鼓（和太鼓）
- 妖界黃昏-妖怪皇帝與終焉的夜叉姬-：面靈氣、帚神、古籠火、貝兒、木魚達摩、雲外鏡、琴古主、古空穂、鳴釜、虎隠良、暮露團、白容裔、絹狸、長冠、虎隠良、琵琶牧牧、三昧長老、經凜凜、唐傘、長冠、屏風關、貝吹坊、夜泣石、松明丸
- 犬夜叉：逆髮結羅（紅色梳子女妖）
- 朝霧的巫女
- 妖人（日语：あやかしびと）
- 雨柳堂梦语（日语：雨柳堂夢咄）
- 与妈妈同乐（日语：おかあさんといっしょ）：内人形劇
- 守护猫娘绯鞠：莉兹丽特・L・查尔斯
- 怪異いかさま博覧亭（日语：怪異いかさま博覧亭）
- 神樣中學生
- 鬼太郎：一反木棉、水泥牆
- 轟轟戰隊冒險者
- 靈異教師神眉
- 通靈王
- 娑婆气（日语：しゃばけ）
- 千與千尋
- 大魔神華音
- ちょっきんぱにっく（日语：ちょっきんぱにっく）
- 百獸戰隊牙吠連者
- 平成狸合戰
- 九十九夜伏妖谭（日语：九十九眠るしずめ）
- 怪怪守護神
- 付丧堂古董店（日语：“不思議”取り扱います　付喪堂骨董店）
- 付喪物語
- モノランモノラン（日语：モノランモノラン）
- 物語系列：斧乃木余接
- 蠟筆小新 : 相武蘭子（秋千精）
- 刀劍亂舞
- 假面騎士Ghost
- 我家浴室的現況：Q（電熱水器附喪神）
- 怪物的孩子：熊徹くまてつ最終化為九十九神付在劍上成為九太／蓮きゅうた／れん心中的劍
- 明治東京戀伽
- 付喪神出租中
- 物之古物奇譚
- 吸血鬼馬上死：眼光傢伙（陷阱裝置附喪神）
- 刀剑乱舞：所有刀剑男士
- 黑暗集會：被洋娃娃的靈奪舍後的桃樂絲・佛蘭斯蒂德
- 特殊傳說：帝、后、臣